# Walter Kock
Walter Kock (ur. 28 października 1902 w Zelle, zm. 20 grudnia 1949 w Szczecinie) – zbrodniarz nazistowski, członek załogi niemieckich obozów koncentracyjnych Sachsenhausen, Auschwitz-Birkenau i Neuengamme oraz SS-Oberscharführer. 
Z zawodu sanitariusz. Członek SS od 1932 i NSDAP od 1938. W listopadzie 1942 przybył do Auschwitz, ale po krótkim czasie skierowano go na przeszkolenie do kompanii sanitarnej w Sachsenhausen. Po ukończeniu szkolenia powrócił do Auschwitz, gdzie do sierpnia 1943 pełnił służbę jako sanitariusz SS, między innymi w obozie Monowice. Następnie Kocka przeniesiono do Neuengamme, gdzie pozostał do 6 maja 1945. Za walki na froncie wschodnim został odznaczony Medalem Wschodnim. 
25 lutego 1948 został skazany przez polski Sąd Okręgowy w Krakowie na 12 lat pozbawienia wolności. Zmarł w więzieniu w Szczecinie.